# Festa de Nossa Senhora dos Navegantes de Porto Alegre

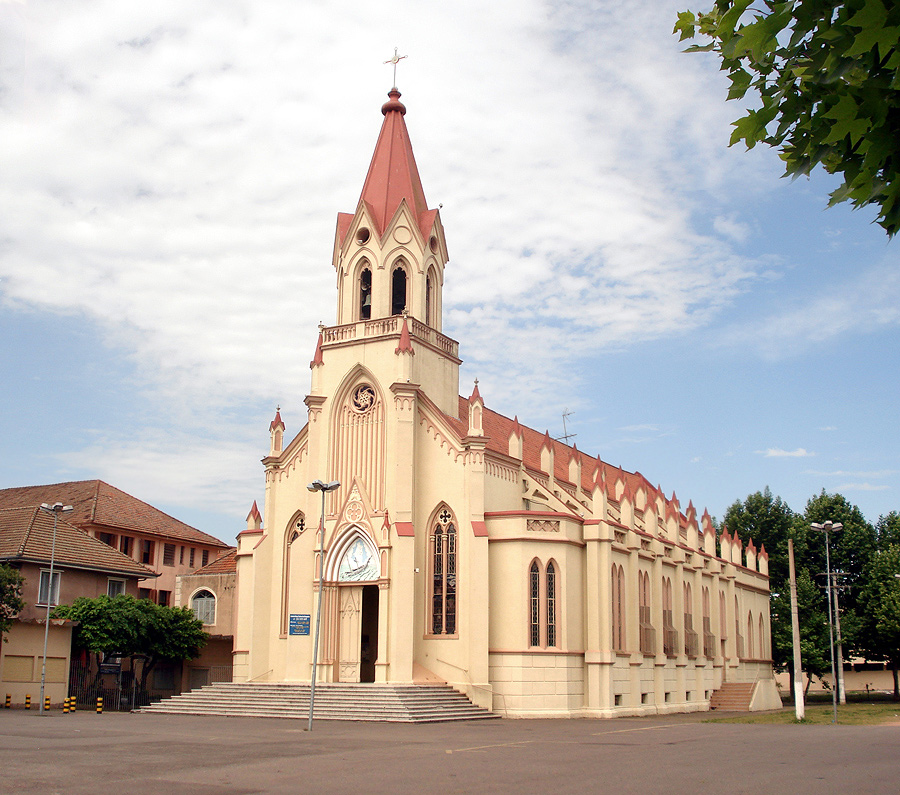
A Igreja dos Navegantes

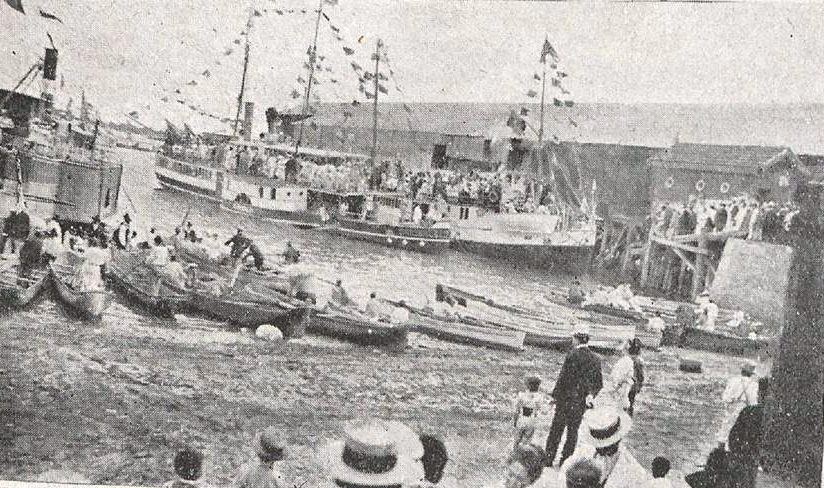
A procissão fluvial em 1918

A Festa de Nossa Senhora dos Navegantes é uma tradicional festa religiosa da cidade brasileira de Porto Alegre, homenageando Nossa Senhora dos Navegantes. O ápice das festividades ocorre no dia 2 de fevereiro de cada ano. É uma das maiores festividades religiosas do sul do Brasil, e um Patrimônio Imaterial da cidade. Originalmente uma festa católica, com o tempo absorveu muitos devotos de Iemanjá, criando-se um simbolismo sincrético.

## Histórico
A primeira festa ocorreu em 1871, quando chegou à cidade a imagem de Nossa Senhora encomendada em Portugal. Nesta data ainda não havia uma igreja para a santa, e as comemorações se realizaram na Capela do Menino Deus, distante do centro urbano. Como a comunidade portuguesa desejasse que a imagem fosse exposta à população em geral, iniciou a tradição das procissões, levando a imagem até a Igreja de Nossa Senhora do Rosário, na zona central da cidade. Em 1877 foi inaugurada a Igreja de Nossa Senhora dos Navegantes, que passou a ser sede permanente da imagem.
Tradicionalmente a festa se realiza ao longo de vários dias, incluindo missas, procissões, foguetório, banquetes e outras atividades. Na praça diante da Igreja dos Navegantes é montada uma feira com muitas barracas para venda de alimentos, bebidas, medalhas, santinhos e outros artigos. Desde a década de 1920 o consumo de melancias, fruta associada a Iemanjá, se tornou um dos elementos mais tradicionais da festa.
As celebrações iniciam em meados de janeiro com a procissão de translado da imagem até o Rosário, onde fica em exposição até o dia 2 de fevereiro. Antigamente no dia 2 ocorria uma grande procissão fluvial, com embarcações singrando o Lago Guaíba desde o Cais do Porto, levando a imagem de volta para sua casa. Na década de 1980 a imagem era conduzida em uma lancha do Corpo de Bombeiros que espargia jatos de água colorida, seguida por mais de 200 embarcações ornamentadas e apinhadas de pessoas. Ao passar debaixo da Ponte do Guaíba a lancha era coberta por uma chuva de flores e papel picado, entre os vivas da multidão.
Contudo, em 1989 a procissão fluvial oficial foi descontinuada por determinação da Capitania dos Portos, em função de preocupações com a segurança, e se tornou terrestre. A medida foi muito criticada. Mesmo assim, muitos barcos da Cooperativa de Pescadores da Colônia Z5 e de clubes náuticos continuaram realizando um percurso aquático paralelo. Em 2008 a procissão paralela contou com cerca de 130 embarcações, partindo da Ilha da Pintada, passando pela Usina do Gasômetro, pelo Cais do Porto e finalizando no Parque Náutico do Estado, a pouca distância da igreja.

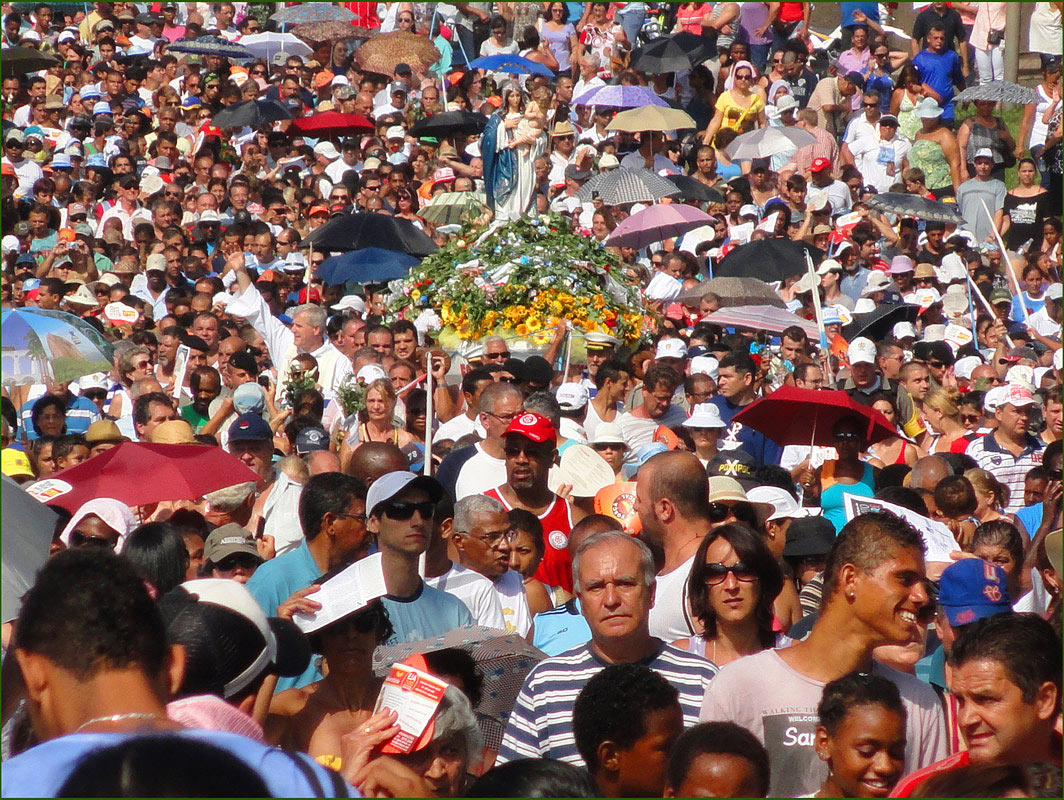
Procissão terrestre em 2007

Em 2009 a imagem voltou a ser levada de barco, em caráter experimental. No mesmo ano foi publicado o livro Festa de Nossa Senhora dos Navegantes em Porto Alegre: sincretismo entre Maria e Iemanjá, de Ari Pedro Oro e José Carlos Gomes dos Anjos, a fim de "registrar e divulgar esse importante acontecimento na história de Porto Alegre, uma festa que congrega devotos das religiões católica e de matriz africana".
Em 2010 a Prefeitura declarou a festa Patrimônio Histórico Imaterial de Porto Alegre. Segundo Ângela Faria da Costa, "a Festa de Navegantes faz parte da história de Porto Alegre, das tradições, da cultura e do imaginário do povo porto-alegrense. Portanto é justo seu registro como Patrimônio Histórico Imaterial do Município". Em 2013 a festa foi incluída no calendário oficial de eventos do Rio Grande do Sul. Em 2022 a imagem da santa foi conduzida no barco Cisne Branco até a Ilha Grande dos Marinheiros, onde foi recebida pela população local. Segundo o secretário municipal da Cultura, Gunter Axt, "a ida da santa para as ilhas significa um gesto de emulação da tradição mais profunda da celebração, ligada aos pescadores e ribeirinhos". Por causa da pandemia de covid-19 a procissão terrestre foi cancelada.